# Tambourella
Tambourella este un gen de muște din familia Drosophilidae.

Cladograma conform Catalogue of Life:
| Tambourella | \| \| Tambourella endiandrae \| \| \| \| \| \| Tambourella ornata \| \| \| \| \| \| Tambourella sphaerogaster \| \| \| \| |
|             | \| \| Tambourella endiandrae \| \| \| \| \| \| Tambourella ornata \| \| \| \| \| \| Tambourella sphaerogaster \| \| \| \| |
|             | Tambourella endiandrae |
|             | |
|             | Tambourella ornata |
|             | |
|             | Tambourella sphaerogaster                                                                                                 |
|             | |